# Segunda Categoría de Tungurahua 2015
El Campeonato Provincial de Segunda Categoría de Tungurahua Copa Coop. Mushuc Runa 2015 fue un torneo de fútbol en Ecuador en el cual compitieron equipos de la Provincia de Tungurahua. El torneo fue organizado por la Asociación de Fútbol Profesional de Tungurahua (AFT) y avalado por la Federación Ecuatoriana de Fútbol. El torneo empezó el 16 de mayo de 2015 y finalizó el 12 de julio de 2015. Participaron 5 clubes de fútbol y entregó 2 cupos al Zonal de Ascenso de la Segunda Categoría 2015 por el ascenso a la Serie B.

## Sistema de campeonato
El sistema determinado por la Asociación de Fútbol Profesional de Tungurahua fue el siguiente:
- Se jugó una etapa única con los 5 equipos establecidos, fue todos contra todos ida y vuelta (10 fechas), en cada fecha un equipo tuvo descanso, al final los equipos que terminen en primer y segundo lugar clasificaron a los zonales  de Segunda Categoría 2015.

## Equipos participantes
| Equipos participantes                       | Equipos participantes | Equipos participantes                                              |
| ------------------------------------------- | --------------------- | ------------------------------------------------------------------ |
|                                             |                       |                                                                    |
| Equipo                                      | Ciudad                | Estadio                                                            |
| América Sporting Club                       | Ambato                | Estadio Bellavista                                                 |
| Club Social, Cultural y Deportivo Bolívar   | Ambato                | Estadio Bolívar del Instituto Técnico Superior Bolívar             |
| Club Social y Deportivo El Globo            | Ambato                | Estadio Neptalí Barona                                             |
| Pelileo Sporting Club                       | Pelileo               | Estadio Ciudad de Pelileo de la Liga Deportiva Cantonal de Pelileo |
| Club Social, Cultural y Deportivo León Carr | Pelileo               | Estadio Ciudad de Pelileo de la Liga Deportiva Cantonal de Pelileo |

## Equipos por Cantón
| Cantón  | N.º | Equipos                               |
| ------- | --- | ------------------------------------- |
| Ambato  | 3   | América de Ambato, Bolívar y El Globo |
| Pelileo | 2   | Pelileo S.C. y León Carr              |

## Clasificación
|  |    | Equipo            | PJ | PG | PE | PP | GF | GC | DG  | PTS |
|  | -- | ----------------- | -- | -- | -- | -- | -- | -- | --- | --- |
|  | 1. | Pelileo S.C.      | 7  | 5  | 2  | 0  | 20 | 3  | +17 | 17  |
|  | 2. | Bolívar           | 8  | 4  | 3  | 1  | 21 | 8  | +13 | 15  |
|  | 3. | América de Ambato | 7  | 3  | 1  | 3  | 13 | 9  | +4  | 10  |
|  | 4. | León Carr         | 7  | 2  | 2  | 3  | 10 | 8  | +2  | 8   |
|  | 5. | El Globo          | 7  | 0  | 0  | 7  | 2  | 38 | -36 | 0   |

|  | Campeón y clasificado a los zonales de Segunda Categoría 2015.     |
|  | Vicecampeón y clasificado a los zonales de Segunda Categoría 2015. |

## Evolución de la clasificación
| Equipo / Jornada  | 01 | 02 | 03 | 04 | 05 | 06 | 07 | 08 | 09 | 10 |
| ----------------- | -- | -- | -- | -- | -- | -- | -- | -- | -- | -- |
| Pelileo S.C.      | 1  | 2  | 1  | 1  | 1  | 1  | 1  | 1  | 1  | 1  |
| Bolívar           | 3  | 4  | 4  | 2  | 4  | 3  | 3  | 2  | 2  | 2  |
| América de Ambato | 2  | 1  | 3  | 4  | 2  | 2  | 2  | 3  | 3  | 3  |
| León Carr         | 4  | 3  | 2  | 3  | 3  | 4  | 4  | 4  | 4  | 4  |
| El Globo          | 5  | 5  | 5  | 5  | 5  | 5  | 5  | 5  | 5  | 5  |

## Resultados
|  | León Carr | 0 - 2 | América de Ambato |  | Ciudad de Pelileo | 16 de mayo | 18:00 |
|  | El Globo  | 0 - 5 | Pelileo S.C.      |  | Neptalí Barona    | 17 de mayo | 12:00 |
|  | Libre:    | -     | Bolívar           |  | -----             | -----      | ----- |

|  | El Globo          | 1 - 5 | León Carr    |  | Neptalí Barona | 24 de mayo | 12:00 |
|  | América de Ambato | 0 - 0 | Bolívar      |  | Neptalí Barona | 24 de mayo | 16:00 |
|  | Libre:            | -     | Pelileo S.C. |  | -----          | -----      | ----- |

|  | Pelileo S.C. | 3 - 0 | América de Ambato |  | Ciudad de Pelileo | 31 de mayo | 16:00 |
|  | Bolívar      | 0 - 0 | León Carr         |  | Neptalí Barona    | 31 de mayo | 16:00 |
|  | Libre:       | -     | El Globo          |  | -----             | -----      | ----- |

|  | León Carr | 0 - 0 | Pelileo S.C.      |  | Ciudad de Pelileo | 7 de junio | 12:00 |
|  | Bolívar   | 4 - 0 | El Globo          |  | Neptalí Barona    | 7 de junio | 16:00 |
|  | Libre:    | -     | América de Ambato |  | -----             | -----      | ----- |

|  | Pelileo S.C. | 5 - 0 | Bolívar           |  | Ciudad de Pelileo | 14 de junio | 16:00 |
|  | El Globo     | 1 - 3 | América de Ambato |  | Neptalí Barona    | 14 de junio | 16:00 |
|  | Libre:       | -     | León Carr         |  | -----             | -----       | ----- |

|  | América de Ambato | 8 - 0 | El Globo     |  | Neptalí Barona | 21 de junio | 11:00 |
|  | Bolívar           | 3 - 3 | Pelileo S.C. |  | Neptalí Barona | 21 de junio | 16:00 |
|  | Libre:            | -     | León Carr    |  | -----          | -----       | ----- |

|  | El Globo     | 0 - 8 | Bolívar           |  | Neptalí Barona    | 28 de junio | 11:00 |
|  | Pelileo S.C. | 2 - 0 | León Carr         |  | Ciudad de Pelileo | 28 de junio | 16:15 |
|  | Libre:       | -     | América de Ambato |  | -----             | -----       | ----- |

|  | León Carr         | 0 - 3 | Bolívar      |  | Ciudad de Pelileo | 5 de julio | 12:00 |
|  | América de Ambato | 0 - 2 | Pelileo S.C. |  | Neptalí Barona    | 5 de julio | 15:00 |
|  | Libre:            | -     | El Globo     |  | -----             | -----      | ----- |

|  | León Carr | 5 - 0 | El Globo          |  | Ciudad de Pelileo | 12 de julio | 12:00 |
|  | Bolívar   | 3 - 0 | América de Ambato |  | Neptalí Barona    | 12 de julio | 16:00 |
|  | Libre:    | -     | Pelileo S.C.      |  | -----             | -----       | ----- |

|  | Pelileo S.C.      | - | El Globo  |  | - - - - | No se programó | --:-- |
|  | América de Ambato | - | León Carr |  | - - - - | No se programó | --:-- |
|  | Libre:            | - | Bolívar   |  | -----   | -----          | ----- |

## Campeón
| |
| |
| Pelileo Sporting Club 5.° Título Clasifica a los zonales de la Segunda Categoría 2015 - También clasifica Club Social, Cultural y Deportivo Bolívar como Vicecampeón. |